# 理想類群
理想類群（英語：Ideal class group）是代數數論的基本對象之一，簡稱類群。
一個代数数域K的理想类群是形如 JK /PK 的商群; 此处JK 是代数数域K的整数环的所有分式理想构成的群; 而PK是这个群的子群，包含所有可以被一个元素生成的分式理想(类似主理想的定义)。

理想类群在一定程度上可以测量K的整数环中算术基本定理(唯一分解)被破坏程度: 只有当理想类群的秩为1时，代数数域K的整数环才是唯一分解整环。理想类群的秩又被称作为代数数域的“类数”。

## 形式定義
設 {\displaystyle {\mathcal {O}}} 為戴德金整環。此時 {\displaystyle {\mathcal {O}}} 中的非零理想對乘法構成一個交換么半群。
今將定義其上的等價關係：設 {\displaystyle {\mathfrak {a}},{\mathfrak {b}}} 為二非零理想，定義
{\displaystyle {\mathfrak {a}}\sim {\mathfrak {b}}\Leftrightarrow \exists s,t\in {\mathcal {O}}^{\times }\;(s){\mathfrak {a}}=(t){\mathfrak {b}}}
理想么半群對此關係的商構成一個交換群 {\displaystyle \mathrm {Cl} ({\mathcal {O}})}，稱為 {\displaystyle {\mathcal {O}}} 的理想類群。
另一套進路是考慮 {\displaystyle {\mathfrak {O}}} 的非零分式理想構成之交換群，再考慮它對主分式理想 {\displaystyle \{(q):q\in K^{\times }\}} 之商，由此得到的對象自然同構於理想類群。

## 性質
- 理想類群為平凡群的充要條件是該戴德金整環為主理想環。
- 設 {\displaystyle K} 為數域，{\displaystyle {\mathcal {O}}_{K}} 為其中的代數整數環，因而是戴德金整環。此時可證明 {\displaystyle {\mathcal {O}}_{K}} 是有限群。其元素個數記為 {\displaystyle h_{K}}，稱作類數。

## 例子
考慮二次域 {\displaystyle \mathbb {Q} ({\sqrt {-5}})}。考慮理想
{\displaystyle J=(2,1+{\sqrt {-5}})}。
易證此非主理想，因此理想類群非零。事實上，其理想類群是二階循環群。